# Batalló Sol del Nord
El Batalló Sol del Nord (àrab: كتائب شمس الشمال, Kataʾib Xams ax-Xamal) és un grup rebel armat actiu durant la Guerra civil siriana. El grup està compost per membres de les Unitats de Protecció Popular i combatents turcmans.
El Batalló del Sol del Nord, ex membre principal de les Brigades Alba de la Llibertat, el 3 de maig de l'any 2015 va formar l'Exèrcit dels Revolucionaris (Jaysh al-Thuwar) juntament amb Jabhat al-Akrad, ex membre del Moviment Hazm; el Front dels Revolucionaris de Síria i altres grups més petits de l'Exèrcit Lliure de Síria.
A l'octubre de 2015 va passar a formar part de les Forces Democràtiques de Síria. En conseqüència, Brigades Alba de la Llibertat van desaparèixer.
Al novembre, el Batalló va participar en l'ofensiva sobre al-Hawl juntament amb les Forces Democràtiques de Síria, i d'acord amb el comandant en cap Adnan al-Ahmad es van comprometre a fer fora l'Estat Islàmic d'al-Shaddadah i ar-Raqqà, així com de Jarablus, la presa de Tishrin i Manbij.
Des de la creació de les FDS, altres grups s'han unit al Batalló, com ara la Brigada dels Màrtirs de la Presa i Jund Al-Haramayn.
Quan el Consell Militar de Manbij es va crear, el 3 d'abril de 2016, el segon al comandament, Adnan Abu-Amjad, va passar a ser el comandant general. En el transcurs de l'ofensiva sobre Manbij, Abu Layla, un dels comandants més importants, va morir el 5 de juny de 2016 després de rebre un tret al cap per un franctirador d'Estat Islàmic durant enfrontaments a les zones rurals del sud de Manbij.

## Brigada Jund al-Haramayn
La Brigada Jund al-Haramayn (Àrab: جند الحرمين, Català: "Brigada Soldats de les Dues Mesquites Sagrades") és un grup de rebel format per un Xeic a finals de 2012 a la ciutat d'Alep. El grup va unir-se a l'Exèrcit dels Mujahidins el 2014, a Jaysh al-Salam a mitjans de 2015, i finalment al Batalló del Sol del Nord, com a membre de les  Forces Democràtiques de Síria, a principis de 2016.